# Ethiopië op de Olympische Zomerspelen 1968
Ethiopië nam deel aan de Olympische Zomerspelen 1968 in Mexico-Stad, Mexico. Voor de derde keer op rij won het een gouden medaille. Daarnaast werd ook de allereerste zlilveren medaille gewonnen, beiden door de atleet Mamo Wolde.

## Medailleoverzicht
| Sport    | Olympiër   | Discipline   | Medaille |
| -------- | ---------- | ------------ | -------- |
| Atletiek | Mamo Wolde | marathon (m) | Goud     |
| Atletiek | Mamo Wolde | 10000m (m)   | Zilver   |

## Deelnemers en resultaten per onderdeel

### Atletiek
| Olympiër             | Discipline             | Resultaat | Prestatie                                                                                           |
| -------------------- | ---------------------- | --------- | --------------------------------------------------------------------------------------------------- |
| Tegegne Bezabeh      | 400m (m)               | 6e        | serie 3: 2de in 45,60 kwartfinale 3: 3de in 46,02 halve finale 1: 4de in 45,60 finale: 6de in 45,42 |
| Matias Habtemichael  | 800m (m)               | 21e       | serie 1: 3de in 1.49,6                                                                              |
| Mamo Sebsibe         | 800m (m)               | 22e       | serie 6: 5de in 1.49,7                                                                              |
| Matias Habtemichael  | 1500m (m)              | 30e       | serie 5: 6de in 3.53,27                                                                             |
| Fikru Deguefu        | 5000m (m)              | 8e        | serie 3: 5de in 14.21,6 finale: 8ste in 14.19,0                                                     |
| Wohib Masresha       | 5000m (m)              | 6e        | serie 2: 3de in 14.27,0 finale: 6de in 14.17,6                                                      |
| Mamo Wolde           | 5000m (m)              | 14e       | serie 1: 3de in 14.29,8                                                                             |
| Fikru Deguefu        | 10000m (m)             | 14e       | 30.19,4                                                                                             |
| Wohib Masresha       | 10000m (m)             | 8e        | 29.57,0                                                                                             |
| Mamo Wolde           | 10000m (m)             | Zilver    | 29.28,0                                                                                             |
| Tadesse Wolde-Medhin | 3000m steeplechase (m) | 16e       | serie 1: 7de in 9.13,24                                                                             |
| Abebe Bikila         | marathon (m)           | DNF       | niet gefinisht                                                                                      |
| Gabrou Merawi        | marathon (m)           | 6e        | 2:27.16                                                                                             |
| Mamo Wolde           | marathon (m)           | Goud      | 2:20.26                                                                                             |

### Boksen
| Olympiër             | Discipline | Resultaat | Prestatie                                                                     |
| -------------------- | ---------- | --------- | ----------------------------------------------------------------------------- |
| Fantahun Seifu       | -57kg (m)  | 17e       | 1ste ronde: V van PHI Pelegrino: knock-out                                    |
| Bayu Ayele           | -60kg (m)  | 33e       | 1ste ronde: vrij 2de ronde: V van BUL Pilitchev: 0-5                          |
| Tadesse Gebregiorgis | -67kg (m)  | 33e       | 1ste ronde: vrij 2de ronde: V van BRA Alencar: scheidsrechterlijke beslissing |
| Bekele Alemu         | -71kg (m)  | 17e       | 1ste ronde: vrij 2de ronde: V van GBR Blake: scheidsrechterlijke beslissing   |

### Wielersport
| Olympiër                                                              | Discipline         | Resultaat | Prestatie      |
| --------------------------------------------------------------------- | ------------------ | --------- | -------------- |
| Yemane Negassi                                                        | wegwedstrijd (m)   | DNF       | niet gefinisht |
| Mehari Okubamicael                                                    | wegwedstrijd (m)   | DNF       | niet gefinisht |
| Mikael Saglimbeni                                                     | wegwedstrijd (m)   | DNF       | niet gefinisht |
| Tekeste Woldu                                                         | wegwedstrijd (m)   | 53e       | 5:05.12        |
| Fisihasion Ghebreyesus Yemane Negassi Mikael Saglimbeni Tekeste Woldu | ploegentijdrit (m) | 26e       | 2:30.36,79     |

Afghanistan · Algerije · Amerikaanse Maagdeneilanden · Argentinië · Australië · Bahama's · Barbados · België · Bermuda · Birma · Bolivia · Bondsrepubliek Duitsland · Brazilië · Brits-Honduras · Bulgarije · Canada · Centraal-Afrikaanse Republiek · Ceylon · Chili · Colombia · Congo-Kinshasa · Costa Rica · Cuba · Denemarken · Dominicaanse Republiek · Duitse Democratische Republiek · Ecuador · El Salvador · Ethiopië · Fiji · Filipijnen · Finland · Frankrijk · Ghana · Griekenland · Groot-Brittannië · Guatemala · Guinee · Guyana · Honduras · Hongarije · Hongkong · Ierland · IJsland · India · Indonesië · Irak · Iran · Israël · Italië · Ivoorkust · Jamaica · Japan · Joegoslavië · Kameroen · Kenia · Koeweit · Libanon · Libië · Liechtenstein · Luxemburg · Madagaskar · Maleisië · Mali · Malta · Marokko · Mexico · Monaco · Mongolië · Nederland · Nederlandse Antillen · Nicaragua · Nieuw-Zeeland · Niger · Nigeria · Noorwegen · Oeganda · Oostenrijk · Pakistan · Panama · Paraguay · Peru · Polen · Portugal · Puerto Rico · Roemenië · San Marino · Senegal · Sierra Leone · Singapore · Soedan · Sovjet-Unie · Spanje · Suriname · Syrië · Taiwan · Tanzania · Thailand · Trinidad en Tobago · Tunesië · Turkije · Tsjaad · Tsjecho-Slowakije · Uruguay · Venezuela · Verenigde Arabische Republiek · Verenigde Staten · Vietnam · Zambia · Zuid-Korea · Zweden · Zwitserland